# Beverwaard
De Beverwaard is een wijk in het zuidoosten van Rotterdam en een onderdeel van het stadsdeel IJsselmonde.
De Beverwaard ligt ten oosten van de A16, ten zuiden van de Nieuwe Maas en wordt in het oosten gescheiden van Bolnes (gemeente Ridderkerk) door het Dijkje. In de noordwesthoek ligt de wijk Oud-IJsselmonde.
De Beverwaard is een vrij nieuwe wijk, gebouwd tussen 1978 en de jaren 1990. De bebouwing bestaat vrijwel uitsluitend uit rijtjeshuizen en goedkopere appartementen, waardoor de wijk een relatief hoge woningdichtheid heeft. De wijk is levendig met relatief veel groen.
De Beverwaard is met tramlijn 3 vanaf het Rotterdamse centrum in ongeveer een half uur te bereiken. Aan de noordkant van de wijk biedt buslijn 140 een snelle verbinding naar metrostation Kralingse Zoom en Bolnes en Slikkerveer.
Zuidelijk van de Beverwaard, in de driehoek 'Zuidpunt Beverwaard' is een tramremise van de RET gebouwd. Deze verving de remise aan de Hilledijk. Bij het complex is een Parkeer en Reis-voorziening met 500 parkeerplaatsen.

## Geschiedenis van de wijk
Het gebied waar de Beverwaard ligt is een van de oudst bewoonde gebieden van Nederland. Uit archeologische vondsten wordt geconcludeerd dat dit gebied al in het Mesolithicum werd bewoond door mensen.
Ook in de Romeinse tijd was er al bewoning. Er zijn namelijk naast aardewerk en bot ook gegraven slootjes uit die tijd ontdekt, die overigens nog steeds veelal aanwezig zijn in de wijk (in de vorm van singels).
In de 10e tot 12e eeuw is het gebied ontgonnen. Voor 1300 werd het gebied bedijkt, wat duidt op vaste bewoning. In de wijk zelf verrijzen daarna verschillende woonhuizen omringd met grachten. In 1373 overstroomt het gebied, waarna men het opnieuw bedijkt. Na de bedijking in 1437 is het gebied eeuwenlang in gebruik geweest als landbouwgrond.
De ontwikkeling van het gebied waar nu de Beverwaard ligt lag eeuwen stil. Het gebied hoorde tot het midden van de twintigste eeuw tot de gemeente IJsselmonde. De dorpskern van de gemeente lag direct aan de Maas (naast de huidige Van Brienenoordbrug). Ten oosten van het gebied lag Ridderkerk.
In 1941 werd Rotterdam uitgebreid met een aantal omringende gemeenten. Ook IJsselmonde werd bij die gelegenheid geannexeerd. 
Na de oorlog begint Rotterdam met de ontwikkeling van een groot aantal woonwijken in de nieuwe gebieden. De huidige woningvoorraad was ontoereikend geworden na de 5 oorlogsjaren en de schade die daarbij geleden was. Begin jaren 60 begon de bouw van Lombardijen. Niet snel daarna gingen ook grote delen van Groot IJsselmonde in aanbouw.
Begin jaren 60 werd de A16 aangelegd. De A16 werd het sluitstuk van de ruit van Rotterdam, toen bestaande uit de A20, A15 en de A4. Bij de aanleg van de A16 kwam de aanlanding van de Van Brienenoordbrug direct naast het dorpje Oud-IJsselmonde te liggen. Een deel van het dorp moest wijken voor de bouw. De brug gaat, ook in de huidige situatie (2016), letterlijk over oude dorpshuizen heen. De Van Brienenoordbrug werd uiteindelijk in 1964 opgeleverd, en in 1993 verbreed.
Door de aanleg van de A16 kreeg het gebied waar de Beverwaard nu ligt, de vorm van een puntzak. Vandaar dat het gebied van 170 hectare groot dan ook de bijnaam ‘de puntzak’ kreeg. In eerste instantie waren er plannen om in de Beverwaard een haven aan te leggen. De eerste plannen daarvoor komen al uit 1948. De zogenoemde ‘puntzakhaven’, zoals het al genoemd werd, was een van de grote wensen van het Havenbedrijf van Rotterdam. De haven zou aansluiting zoeken met de bedrijven en fabrieken die al gevestigd waren (en nog steeds zijn) aan de oevers van de Maas.
Uiteindelijk wordt in 1968 besloten om een woonwijk in de bestemmingsplannen op te nemen. Het Havenbedrijf probeerde nog in 1970 om de bestemming te doen veranderen, zonder evenwel met concrete plannen te komen. De gemeente handhaafde echter de bestemming woongebied. Voor een haven vond men de bereikbaarheid van dit gebied slecht en ligging ongunstig.
Een andere reden was de leegloop van de grote steden die men verwachtte. Steeds meer mensen verlieten de stad om naar een groeikern te verhuizen. Deze suburbanisatie leidde tot steeds meer bejaarden en alleenstaanden in de grote steden en minder gezinnen, en dat had weer tot gevolg dat de stad minder belasting kan innen. Het ontbreken van voldoende werkgelegenheid in de groeikernen leidde tot omvangrijke pendelstromen naar de steden. De opdracht voor de grote steden werd dan ook woonomgevingen te creëren die aantrekkelijk bevonden worden door gezinnen. Rotterdam, op zoek naar bouwlocaties om die nieuwe woonomgevingen te kunnen realiseren, kwam uiteindelijk in het puntzakgebied uit.
In 1974 werd een Studierapport Beverwaard gepubliceerd en in 1978 werd het bestemmingsplan voor Beverwaard vastgesteld.

## Stedenbouwkundigplan Beverwaard
Het stedenbouwkundig ontwerp werd gemaakt door Mol&Reijenga en Drenth&Tetteroo. Het stedenbouwkundig plan ging uit van een stedelijk woonmilieu met alle woonaspecten; werken, spelen, leren, ontspannen, ontmoeten. De woningdichtheid kon met 50 woningen per hectare hoog genoemd worden. Als reactie op de vroegere wederopbouwwijken werden in de plannen voor de Beverwaard voornamelijk laagbouw opgenomen. In de wijk zouden vooral eengezinswoningen en gestapelde woningen tot vier lagen komen (voornamelijk portiekflats). De woningen kregen een voordeur en een tuin aan de achterkant. In het midden van de bouwblokken bevinden zich vrijwel altijd parkeer-hoven of parkjes/speeltuintjes. Alle tuinen grenzen vrijwel altijd aan een hofje.
Het verkavelingsprincipe van het stedenbouwkundig plan volgde het aanwezige slotenpatroon. De sloten werden om en om gedempt of verbreed. De sloten die bleven liggen werden zo de singels in de wijk en zorgden ervoor dat de Beverwaard werd opgedeeld in vijf buurten met daartussen groene waterlopen. De gedempte sloten werden vervangen door (relatief) stedelijke smalle straten die als ontsluiting van de wijk zouden dienen (te zien op figuur 4). Het slotenpatroon was noord-zuid gericht, wat grote invloed had op de hele wijk. De straten zouden namelijk allemaal ook noord-zuid gericht zijn. Daarmee bedoelen we dat de doorgaande routes niet oost-west lopen. Er is een belangrijke noord-zuid verbinding die ook langs de Oude-Watering loopt. Daarbuiten zijn er allemaal vertakkingen, voetgangersgebieden en woonerven die typerend zijn voor de wijk. Dit leverde verkeersluwe buurten op. Er lopen geen doorgaande autoroutes door de buurten. Deze karaktereigenschappen passen in de typische "bloemkoolwijk"-gedachte.

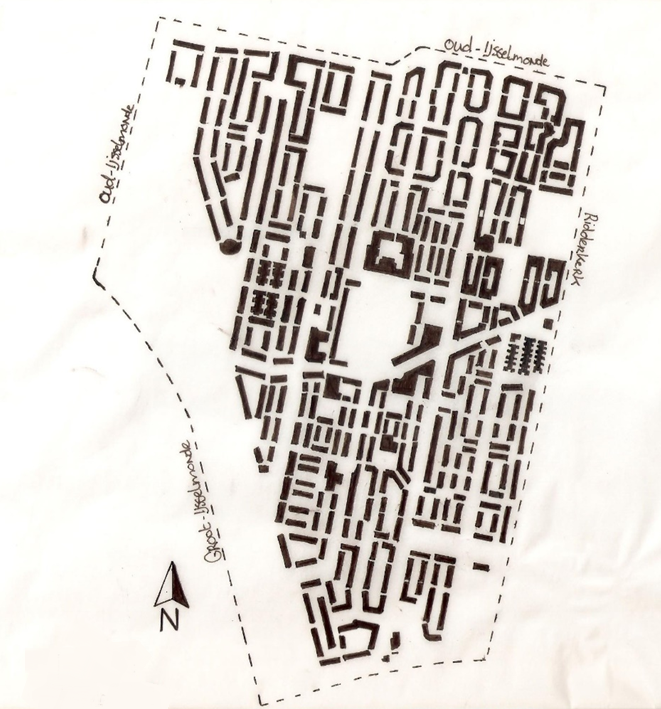
De bebouwingsstructuur in de wijk Beverwaard. Straten lopen voornamelijk noord-zuid

Het parkeren gebeurt voornamelijk op straat, in de hofjes van bouwblokken en op woonerven. Men hield bij het maken van de plannen rekening dat veel mensen voornamelijk de tram zouden gebruiken, die door de wijk zou komen te rijden. Met de toename van mobiliteit, die zich de komende decennia na het opleveren van de wijk zou voordoen, was vrijwel geen rekening mee gehouden. Doch werd goede bereikbaarheid met de auto ook belangrijk gevonden. Vandaar dat de Beverwaardseweg ten noorden van de wijk werd aangelegd en de wijk niet aan de al bestaande Benedenrijweg werd ontsloten. Ook aan de zuidkant werd de Groenix van Zoelenlaan verlengd.
De enige in oost-west richting lopende straat (die de hele wijk doorkruist) was de Oude-Watering, wat het middelpunt van de wijk moest worden. Aan de Oude-Watering kwamen wijkvoorzieningen als het buurthuis Huis van de Wijk de Focus, een bibliotheek, een gezondheidscentrum, het centrale wijkpark en het wijkwinkelcentrum. De Oude-Watering ligt midden in de wijk en is (afgezien van de singels) de enige gracht in de wijk, wat een van de belangrijke punten van het ontwerp was. De ontwerpers wilden zo een Oudhollands stadje in de polder nabootsen. De Oude-Watering heeft daartoe een stedelijke uitstraling gekregen. Langs de A16 kwam over de gehele lengte van de wijk een geluidswal te liggen. Op de geluidswal kwam een park dat mede in de recreatiebehoeften van de wijk voorziet. In totaal zijn er in de Beverwaard vier buurtparken gerealiseerd. In 2003 kon door sloop van een woonblok er nog een parkje worden toegevoegd.
In december 1978 sloeg de toenmalige burgemeester van Rotterdam, André van der Louw, de eerste paal van de Beverwaard. In 1979 konden de eerste bewoners van de nieuwe wijk hun woningen intrekken. De bouw van de wijk zou uiteindelijk tot de jaren '90 duren. In totaal verrezen in de wijk 4817 woningen. In het jaar 2008 had de wijk 12.051 inwoners.
De woningvoorraad bestaat voor 60% uit sociale huurwoningen. 50% van de voorraad bestaat uit eengezinswoningen (een veel hoger percentage dan het Rotterdamse gemiddelde).
De architectuur in de wijk is voornamelijk sober van aard. In de wijk zijn geen ‘wijkiconen’ gebouwd, de wijk kent daardoor een grote samenhang in de bebouwingsstijl. Opvallend is ook dat het aan de wijk goed af te zien is dat de Beverwaard in een overgangsperiode is gebouwd. De architectuur in de wijk is namelijk niet kneuterig (nieuwe truttigheid) maar ook niet uitgesproken modern.

## Winkelcentrum
Winkelcentrum Oudewatering is in 2006 gerenoveerd. Er zijn 22 winkels gevestigd waaronder een supermarkt, en een opticien. Ook zijn er diverse horecagelegenheden.

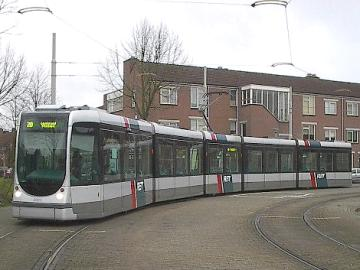
Citadistram bij eindhalte Limbrichthoek

Beverwaard

Groot-IJsselmonde:
De Veranda ·
Groenenhagen-Tuinenhoven ·
Hordijkerveld ·
Kreekhuizen ·
Reyeroord ·
Sportdorp ·
Zomerland

Lombardijen:
Homerusbuurt ·
Karl Marxbuurt ·
Molièrebuurt ·
Smeetsland ·
Zenobuurt

Oud-IJsselmonde
Rotterdam Centrum ·
Rotterdam-Noord ·
Rotterdam-Oost ·
Rotterdam-West ·
Rotterdam-Zuid ·
110-Morgen ·
Afrikaanderwijk ·
Agniesebuurt ·
Bergpolder ·
Beverwaard ·
Blijdorp ·
Blijdorpse polder ·
Bloemhof ·
Boomgaardshoek ·
Bospolder-Tussendijken ·
CS-kwartier ·
Carnisserbuurt ·
Cool ·
Crooswijk ·
De Esch ·
De Veranda ·
Delfshaven ·
Delfshaven-Schiemond ·
Dijkzigt ·
Feijenoord ·
Gadering ·
Groenenhagen-Tuinenhoven ·
Groot-IJsselmonde ·
Heijplaat ·
Het Lage Land ·
Hillegersberg ·
Hillesluis ·
Homerusbuurt ·
Hordijkerveld ·
Kandelaar ·
Karl Marxbuurt ·
Katendrecht ·
Kiefhoek ·
Kleinpolder ·
Kleiwegkwartier ·
Kop van Zuid ·
Kralingen ·
Kralingse Veer ·
Kreekhuizen ·
Landzicht ·
Liskwartier ·
Lloydkwartier ·
Lombardijen ·
Meeuwenplaat ·
Middelland ·
Middengebied ·
Millinxbuurt ·
Molenlaankwartier ·
Molièrebuurt ·
Nesselande ·
Nieuw Engeland ·
Nieuw-Mathenesse ·
Nieuwe Westen ·
Nooddorp ·
Noordereiland ·
Ommoord ·
Oosterflank ·
Oud-Charlois ·
Oud-IJsselmonde ·
Oud-Mathenesse ·
Oude Noorden ·
Oude Westen ·
Oudeland ·
Overschie ·
Pendrecht ·
Prinsenland ·
Provenierswijk ·
Reyeroord ·
Rubroek ·
Sagenbuurt ·
Scheepvaartkwartier ·
Schiebroek ·
Schiemond ·
's-Gravenland ·
Smeetsland ·
Spaanse Polder ·
Spangen ·
Sportdorp ·
Stadsdriehoek ·
Struisenburg ·
Tarwewijk ·
Terbregge ·
Tussenwater ·
Varenbuurt ·
Vondelingenplaat ·
Vreewijk ·
Waalhaven ·
Westpunt ·
Wielewaal ·
Witte Dorp ·
Zalmplaat ·
Zenobuurt ·
Zestienhoven ·
Zevenkamp ·
Zomerland ·
Zuidwijk